# Edward Nolan
Pour les articles homonymes, voir Nolan.
Edward Nolan (1888-1943) est un acteur du cinéma muet burlesque américain.

## Filmographie partielle
- 1914 : Pour gagner sa vie (Making a Living), de Henry Lehrman
- 1914 : Charlot et le Parapluie (Between Showers), de Henry Lehrman
- 1914 : Mabel au volant (Mabel at the Wheel), de Mabel Normand et Mack Sennett
- 1914 : Charlot et Fatty dans le ring (The Knockout), de Charles Avery
- 1914 : Charlot artiste peintre (The Face on the Bar Room Floor), de Charles Chaplin
- 1914 : Fièvre printanière (Recreation), de Charles Chaplin
- 1914 : Charlot et Mabel aux courses (Gentlemen of Nerve), de Charles Chaplin
- 1914 : Le Roman comique de Charlot et Lolotte (Tillie's Punctured Romance), de Mack Sennett
- 1915 : Court House Crooks, de Ford Sterling